# Anna Hilaria Preuß
Anna Hilaria Preuß (* 26. Januar 1873 in Triest als Anna Hilaria von Eckhel; † 30. Oktober 1948 in Eisenach) war eine deutsche Schriftstellerin.

## Leben
Anna Hilaria von Eckhel wurde in Triest als Tochter des Großkaufmannes Johann Georg von Eckhel und einer Landadeligen geboren. Der Vater weckte bereits in der Kindheit ihr künstlerisches Interesse. Sie erhielt zunächst Hausunterricht, bevor sie als Externe im Kloster Notre Dame de Sion unterrichtet wurde. 1906 heiratete sie Julius Preuß, mit dem sie im selben Jahr nach Oeynhausen zog. Zwei Jahre später zog das Ehepaar Preuß nach Eisenach, wo Julius Preuß eine Anstellung als Gymnasiallehrer erhalten hatte. Dort lebte Preuß bis zu ihrem Tod 1948.

## Wirken
Sie veröffentlichte ihre Schriften zumeist unter ihrem Geburtsnamen Anna Hilaria von Eckhel. Ihre ersten Werke verfasste sie um 1900. Thematisch befasste sie sich auf unterhaltsame Weise mit der Mutterrolle der Frau, der kargen Landschaft ihrer Heimat und den dort lebenden Menschen. Sie schrieb zudem Gedichte über Eisenach und förderte den Maler Erich Windbichler. Ihre Schriften waren zum Teil nationalistisch gefärbt.

## Werke
- Im Karst, Dresden 1904
- Nanni Gschaftlhuber, Breslau [u. a.] 1919
- Zwischen Wellen und Steinen, Breslau 1920
- Unter dem Hammer der Zeit, Breslau [u. a.] 1921
- Auf der Lenzfahrt des Lebens. Tagebuch eines Wandervogels, Breslau [u. a.] 1922
- Rings um ein Streichquartett, Breslau 1924
- Swanhild, Breslau 1925
- Die sieben Geier, Breslau 1928
- Die Königreiche der Trine Hansen, Breslau 1929
- Die Familie Frohmeier, Breslau 1933
- Kärntner Tagebuch, Breslau 1934
- Unter dem Mirabellenbaum, Breslau 1939